# اوسا-سسوراس
اوزا-سیسوراس (به اسپانیایی: Oza-Cesuras) یکی از دهستان‌های اسپانیا است که در استان لاکرونیا واقع شده‌است.

## خصوصیات
اوزا-سیسوراس ۱۵۱٫۸ کیلومترمربع مساحت و ۵٬۴۰۱ نفر جمعیت دارد.